# Сахалинские шельфовые проекты
Сахали́нские ше́льфовые прое́кты — обобщённое название группы проектов по разработке месторождений углеводородного сырья на континентальном шельфе Охотского и Японского морей и Татарского пролива, прилегающем к острову Сахалин. Всего на шельфе Сахалина открыто девять нефтегазоносных участков с совокупными запасами 1,19 трлн м³ газа, 3944 млн тонн нефти и 88,5 млн тонн газового конденсата.

## История
За 70 лет интенсивной добычи наземные месторождения углеводородов на Сахалине оказались почти полностью исчерпанными, но в 1970—1980-х годах Дальневосточная морская экспедиция разведочного бурения открыла более трёх десятков месторождений нефти и газа на северо-восточном шельфе острова. Для разработки этих месторождений в последнем десятилетии XX века было создано несколько проектов под общим названием «Сахалин».
В начале 1990-х годов предполагалось, что эти проекты будут разрабатываться иностранными инвесторами и операторами в рамках соглашений о разделе продукции (СРП). Было заключено несколько таких соглашений, однако до практической реализации дошли лишь проекты «Сахалин-1» (запасы — 264,2 млн т нефти и 481,5 млрд м³ газа) и «Сахалин-2» (запасы — 182,4 млн т нефти и 633,6 млрд м³ газа).
Однако после изменений российского законодательства о разделе продукции новых СРП по оставшимся проектам «Сахалин» заключено не было.
В настоящее время[когда?] только над первыми шестью проектами ведутся хоть какие-то работы: ведётся добыча нефти, проводятся геологоразведочные работы или хотя бы лицензируются блоки. Остальные проекты находятся на «нулевом этапе».
По состоянию на 2010[обновить данные] добычу нефти и газа на острове ведут компании «Эксон Нефтегаз Лимитед» (проект «Сахалин-1»), «Сахалин Энерджи» («Сахалин-2»), «РН-Сахалинморнефтегаз», Сахалинская нефтяная компания, «Петросах». Общая добыча в 2009 году достигала 15,4 млн тонн нефти и газового конденсата и 19 млрд м³ газа.. Прогнозная добыча нефти с конденсатом и газа с учётом разработки новых шельфовых проектов может составить в 2015 году 18,8 млн тонн и 35,5 млрд м³, в 2020 году — 26,3 млн тонн и 61,3 млрд м³.

## История открытия месторождений
В конце ХХ-го века к северо-востоку от острова Сахалин было открыто несколько крупных залежей углеводородов:
1. в 1977 году месторождение Одопту;
2. в 1979 году — Чайво
3. в 1984 году — Лунское
4. в 1986 году — Пильтун-Астохское
5. в 1989 году — Аркутун-Дагинское.

## Проекты под общим названием «Сахалин»
Названия проектов именуются по порядковым номерам:
- Сахалин-1
- Сахалин-2
- Сахалин-3